# Świstowa Grań

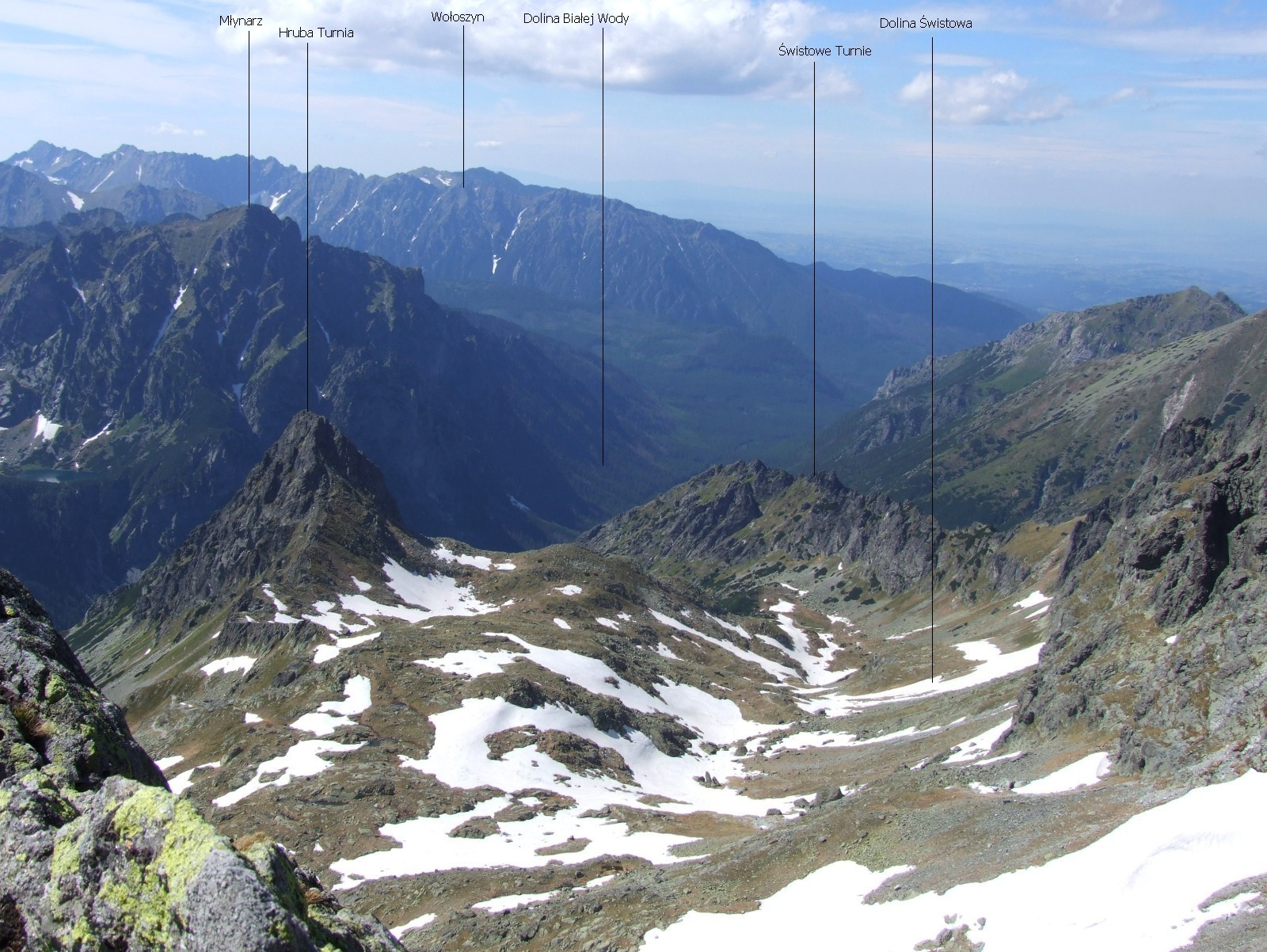
Świstowa Grań w prawej części zdjęcia – widok z Małej Wysokiej

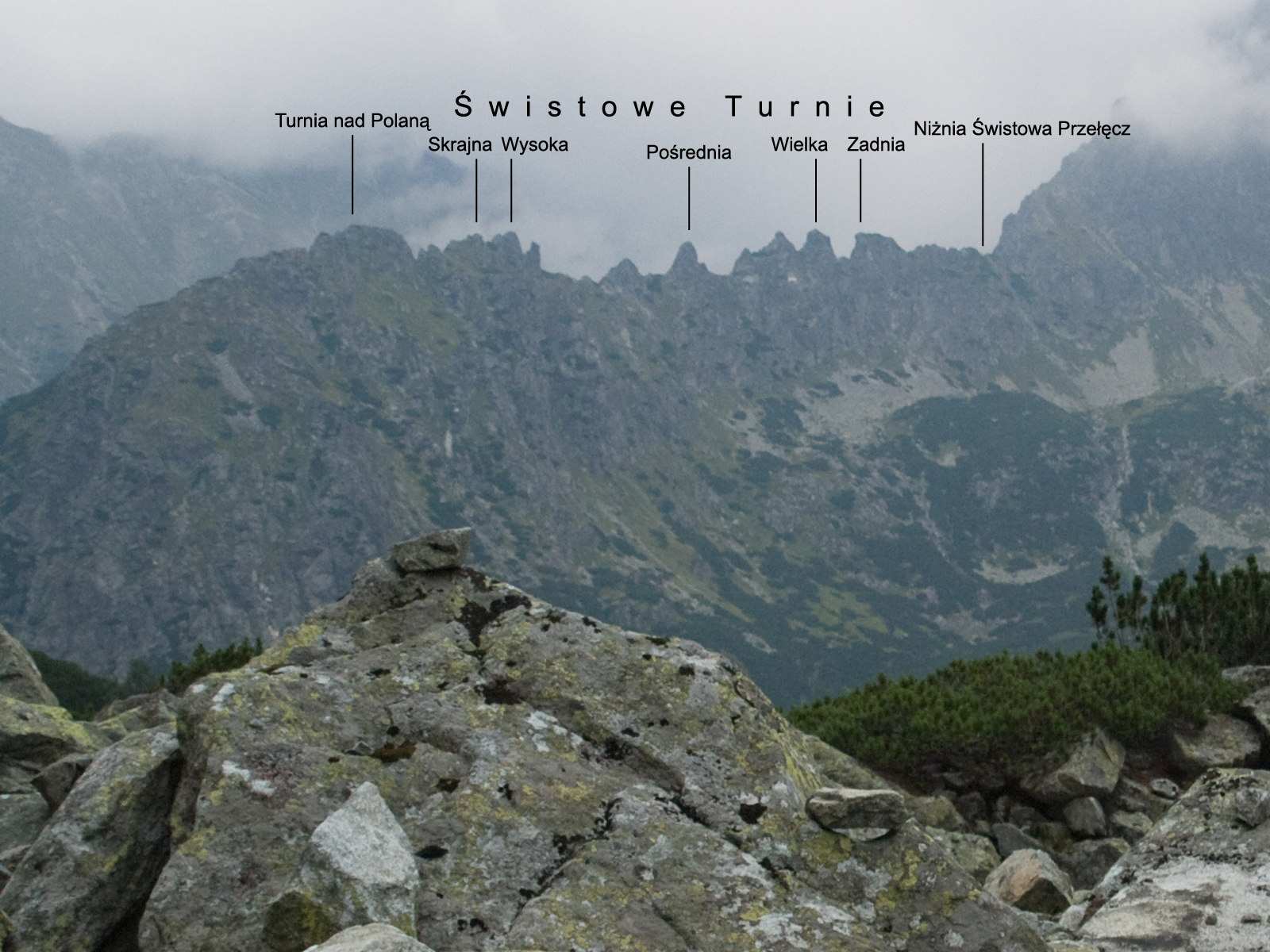
Świstowe Turnie – widok z Doliny Ciężkiej (z podpisami)

Świstowa Grań (słow. hrebeň Svišťových veží) – boczna grań Tatr, oddzielająca Dolinę Świstową od doliny Rówienki w słowackich Tatrach Wysokich. Odgałęzia się ona na północny zachód od Świstowego Szczytu i opada do głównego ciągu Doliny Białej Wody. Najbardziej charakterystycznymi obiektami w Świstowej Grani jest pięć Świstowych Turni (Svišťové veže).
Od grani głównej Tatr Wysokich Świstowa Grań odchodzi od wierzchołka zachodniego Świstowego Szczytu, czyli od Wielkiego Świstowego Szczytu. Od tego punktu w grani znajdują się kolejno:
- Przełęcz pod Świstowym Rogiem (Horné Podúplazské sedlo),
- Świstowy Róg (Svišťový roh, 2112 m) – najwybitniejsza turnia grani,
- Niżnia Świstowa Przełęcz (Podúplazské sedlo),
- Zadnia Świstowa Turnia (Zadná Svišťová veža),
- Zadnia Świstowa Ławka (Veľká Svišťová štrbina),
- Wielka Świstowa Turnia (Veľká Svišťová veža),
- Pośrednia Świstowa Ławka (Prostredná Svišťová štrbina),
- Pośrednia Świstowa Turnia (Prostredná Svišťová veža),
- Średnia Przełęcz (Malá Svišťová štrbina),
- Wysoka Świstowa Turnia (Malá Svišťová veža),
- Skrajna Świstowa Ławka (Predná Svišťová štrbina),
- Skrajna Świstowa Turnia (Predná Svišťová veža, 1894 m),
- Przełęcz nad Polaną (Sedlo nad Poľanou),
- Turnia nad Polaną (Veža nad Poľanou, 1866 m) – na jej południowym stoku znajdują się Haniaczykowy Przechód (Haniaczykov priechod) i Haniaczykowa Skała (Haniaczykova skala),
- Przełęcz nad Kolebą (Sedlo nad Kolibou, 1628 m),
- Turnia nad Kolebą (Veža nad Kolibou, 1649 m).

Świstowe Turnie są mocno pozębionym, stosunkowo poziomym odcinkiem dolnej połowy Świstowej Grani. Ich nazwę rozciągano nieraz na całą Świstową Grań, jest to jednak błędne.
Świstowa Grań znajduje się poza szlakami turystycznymi na obszarze ochrony ścisłej TANAP-u. Nazwy w tej grani związane są z występującymi tu świstakami.
Pierwsi grań od Przełęczy nad Polaną do Wielkiej Świstowej Turni przeszli Władysław Kulczyński junior, Mieczysław Świerz i Tadeusz Świerz 6 sierpnia 1908 r. Całą grań przeszedł Alfréd Grósz 30 sierpnia 1912 r. Zimą pierwsi byli Jan Červinka i František Pašta 6 grudnia 1954 r., ale nie wiadomo, w którym punkcie rozpoczęli wspinaczkę.